# Isola Dovarese
Isola Dovarese is een gemeente in de Italiaanse provincie Cremona (regio Lombardije) en telt 1266 inwoners (31-12-2004). De oppervlakte bedraagt 9,4 km², de bevolkingsdichtheid is 138 inwoners per km².

## Demografie
Isola Dovarese telt ongeveer 512 huishoudens. Het aantal inwoners daalde in de periode 1991-2001 met 4,2% volgens cijfers uit de tienjaarlijkse volkstellingen van ISTAT.
| Jaar | Inwoneraantal |
| ---- | ------------- |
| 1991 | 1298          |
| 2001 | 1243          |

## Geografie
Isola Dovarese grenst aan de volgende gemeenten: Canneto sull'Oglio (MN), Casalromano (MN), Drizzona, Pessina Cremonese, Torre de' Picenardi, Volongo.

## Externe link

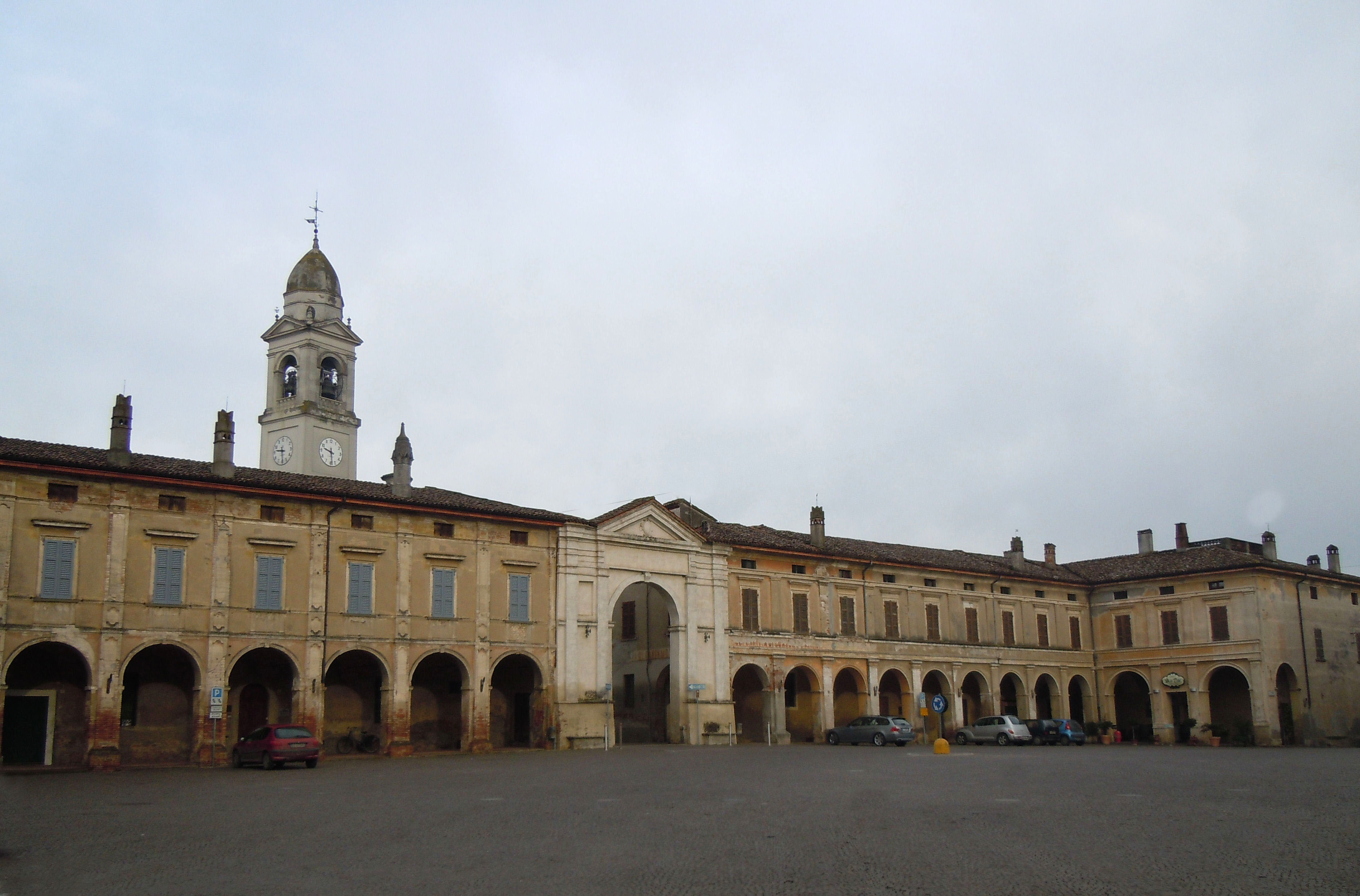
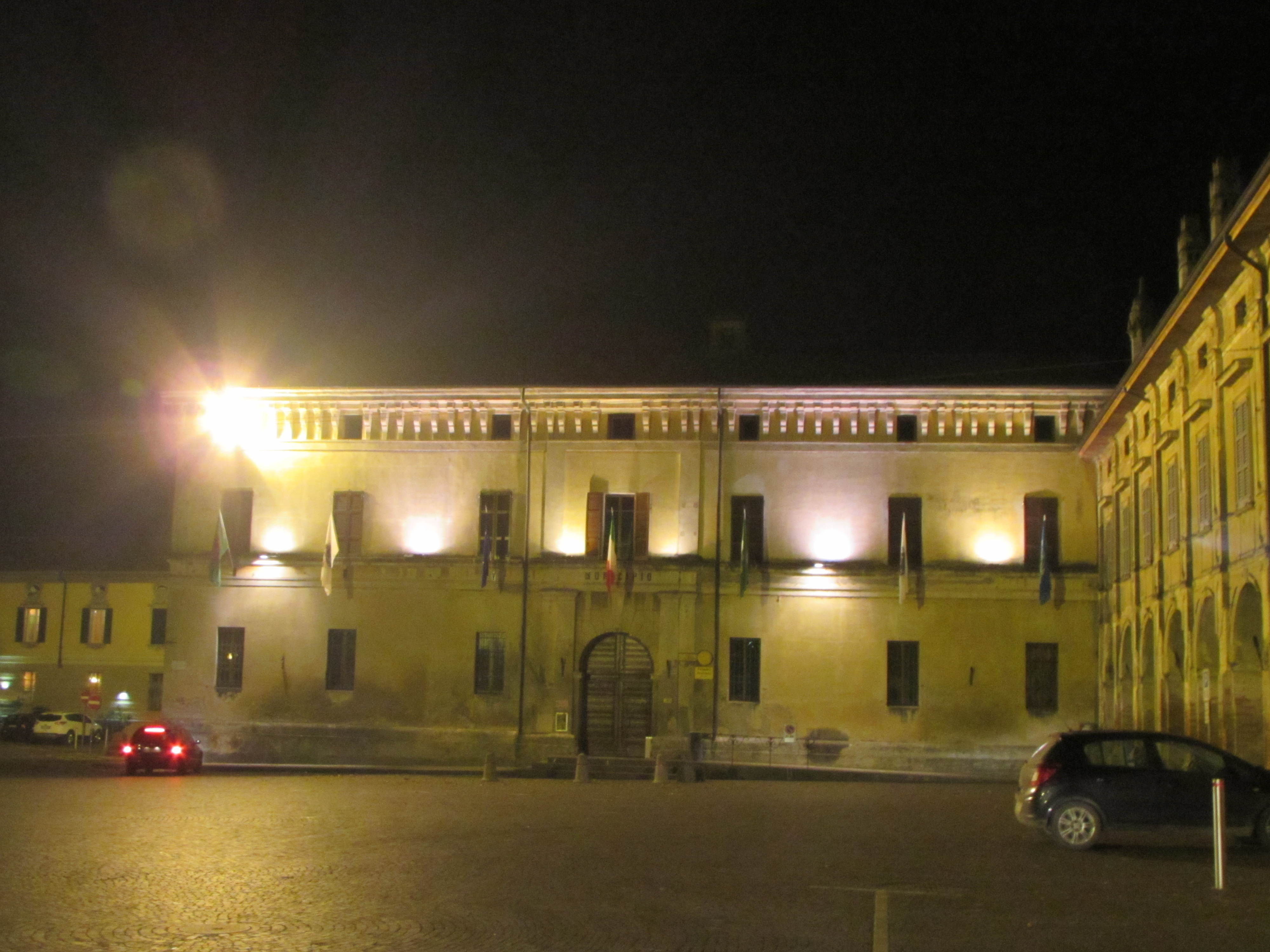
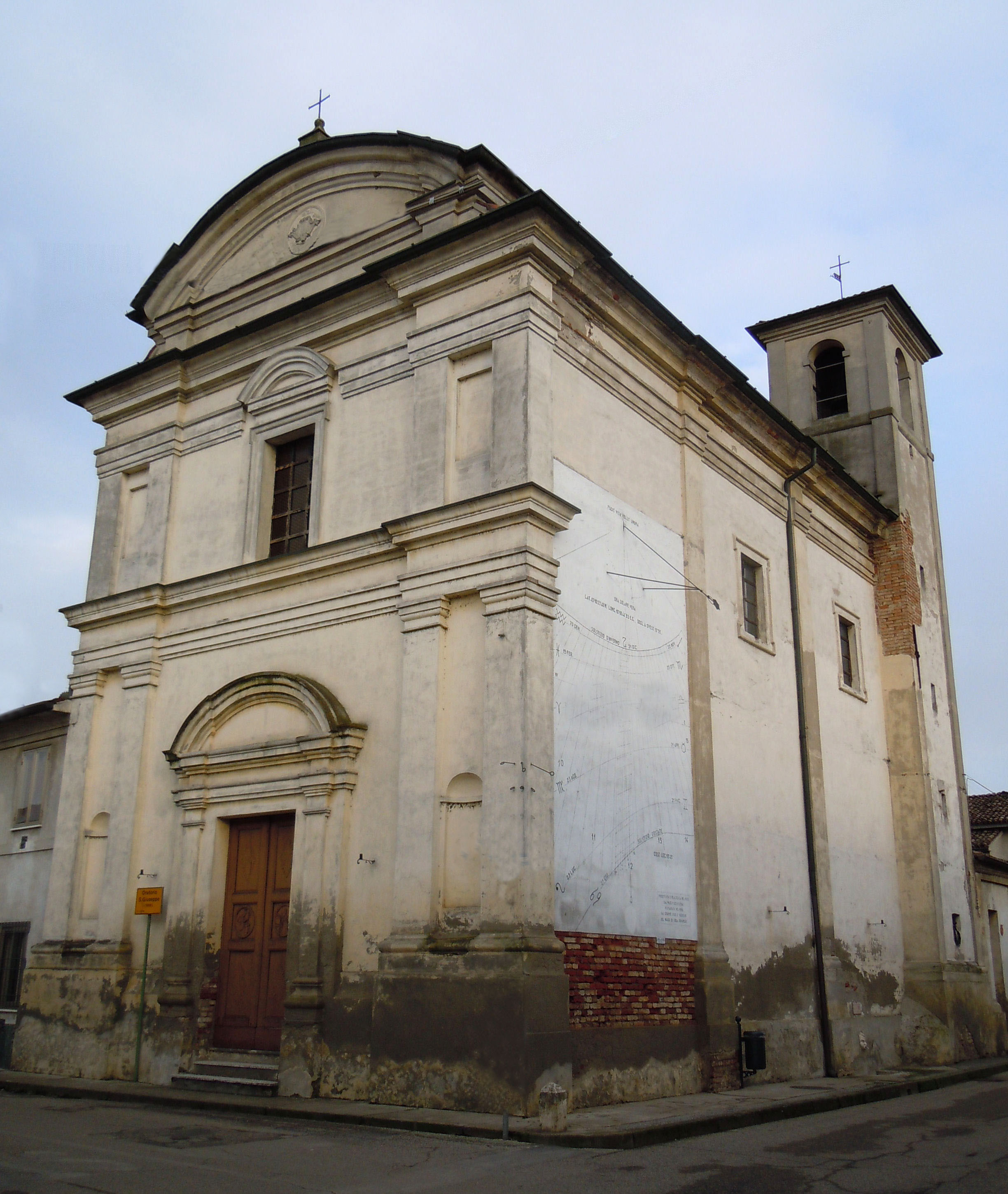
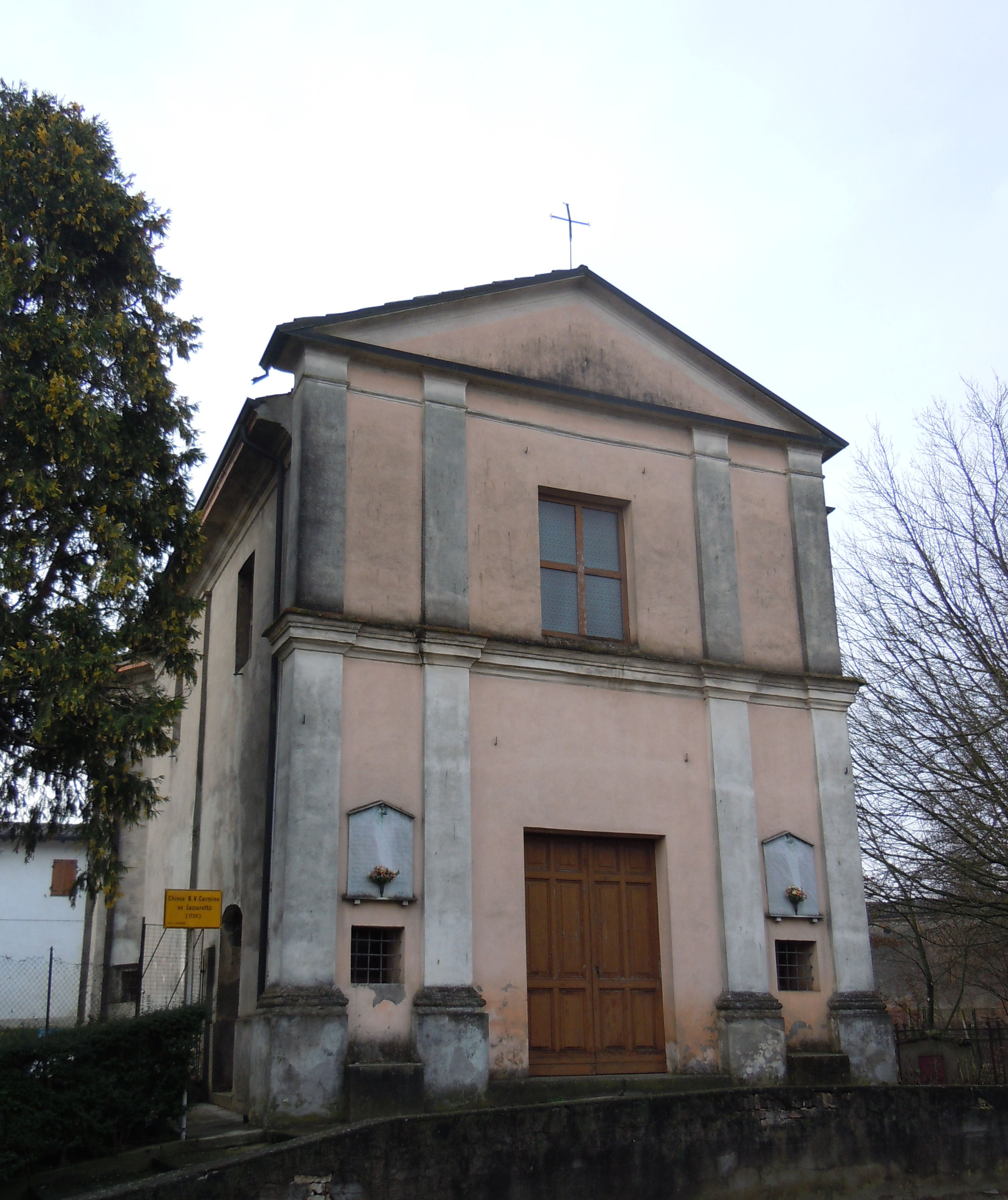